# Пуровер

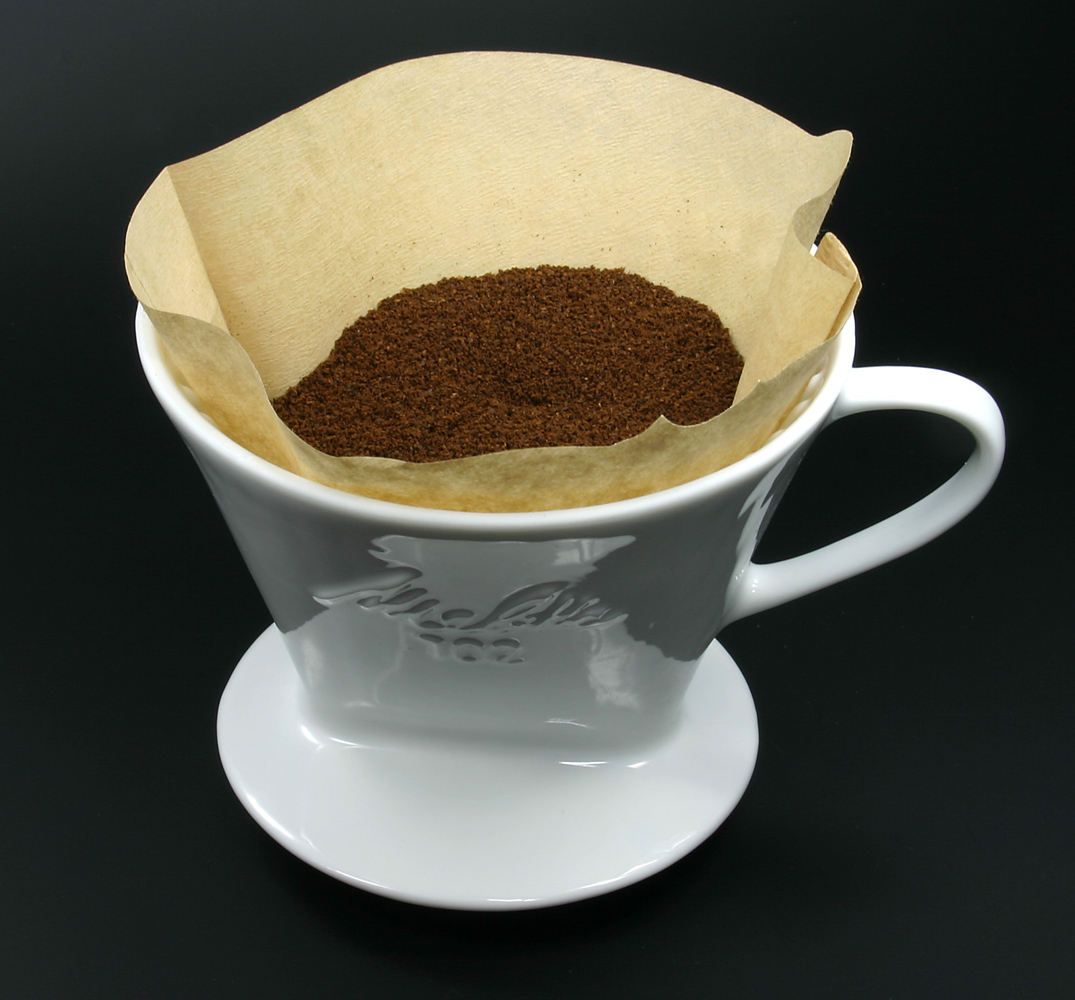
Вода просочується крізь мелену каву і паперовий фільтр, а потім збирається в контейнер, розміщений під тримачем для крапельного заварювання

Пуровер або дрип-кава (англ. pour over — лити зверху) — метод заварювання фільтр-кави, сутність якого полягає в тому, що гаряча вода проходить крізь мелену каву, яка знаходиться у воронці з паперовим фільтром.

## Історія
Паперові фільтри для кави були винайдені в Німеччині Меліттою Бенц у 1908 році, вони набули поширення для крапельного варіння кави в усьому світі. У 1944 році Віллі Бранд розробив у Швейцарії автоматичну крапельну кавоварку з використанням круглих паперових фільтрів. У 1954 році в Німеччині було запатентовано одну з перших електричних крапельних кавоварок Wigomat, винайдену Готлобом Відманом.
У 1970-х роках кавоварки з крапельним заварюванням значною мірою замінили перколятори кави (пристрій, що поєднує кип'ятіння, крапельне заварювання та замочування) через здатність перколятора надмірно екстрагувати каву, що робить її гіркою. Однією з переваг паперових фільтрів є те, що використану гущу та фільтр можна утилізувати разом без необхідності очищення фільтра. Поширені також постійні фільтри, виготовлені з тонких перфорованих металевих листів, тонкої пластикової сітки, пористої кераміки або глазурованих порцелянових сит, які стримують гущу, але пропускають каву, таким чином усуваючи необхідність купувати окремі фільтри. Це збільшує технічне обслуговування машини, але зменшує загальну вартість і створює менше відходів.
До 2010-х років електричні крапельні кавоварки майже повністю витіснили перколятори для кави.

## Характеристики

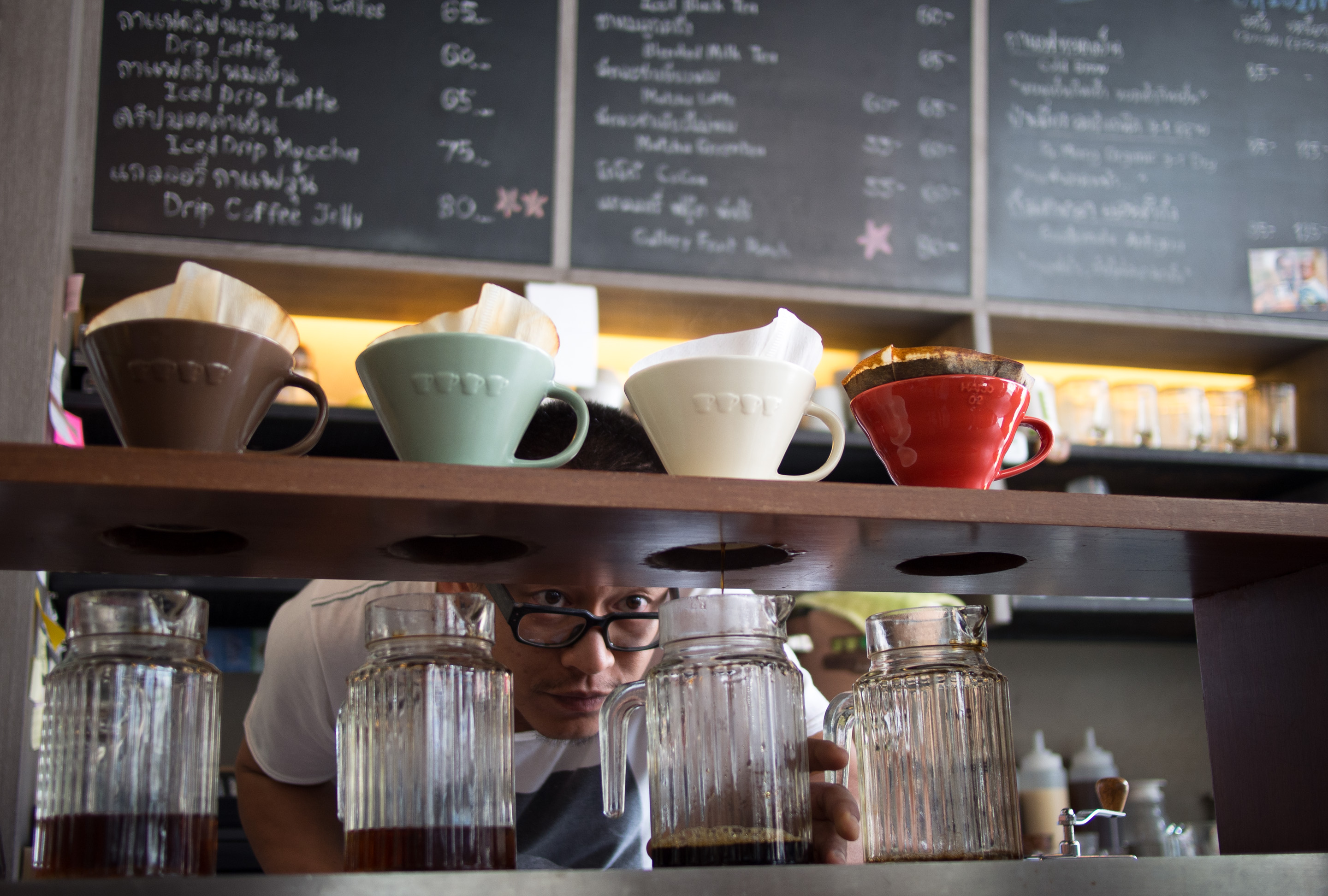
Кава просочується крізь гущу і фільтрується у спеціалізованій кав'ярні.

Заварювання за допомогою паперового фільтра дає прозору, легку на смак каву. Хоча така кава не містить осаду, у ній відсутні деякі олії та есенції, що залишаються в паперовому фільтрі.  Металеві, нейлонові або порцелянові сітчасті фільтри не видаляють ці компоненти.
Можна помітити, особливо під час використання високого вузького графина, що кава на дні кавника міцніша, ніж нагорі. Це пов'язано з тим, що під час процесу заварювання з кавової гущі стає менше смаку. Було наведено математичний аргумент, що надання порівнянної міцності у двох чашках кави майже досягається за допомогою наливань у послідовності Морзе — Туе.

## Культурний вплив
Фільтр кава займає центральне місце в японській кавовій культурі.
У Південній Індії дрип-кава, зварена вдома, відома як Kaapi і є частиною місцевої культури. Більшість будинків мають фільтри для кави з нержавіючої сталі, і більшість магазинів продають свіжообсмажені та мелені кавові зерна. Серед популярних брендів фільтр кави Mysore café, Hill coffee (Suresh Healthcare), Cothas Coffee (Бангалор) і Narasu's Coffee (Салем). У Південній Індії та Луїзіані прийнято додавати до кави добавку під назвою цикорій, щоб надати їй унікального відтінку смаку та аромату.

## Способи приготування
Існує кілька способів і видів обладнання для приготування кави крапельним способом.

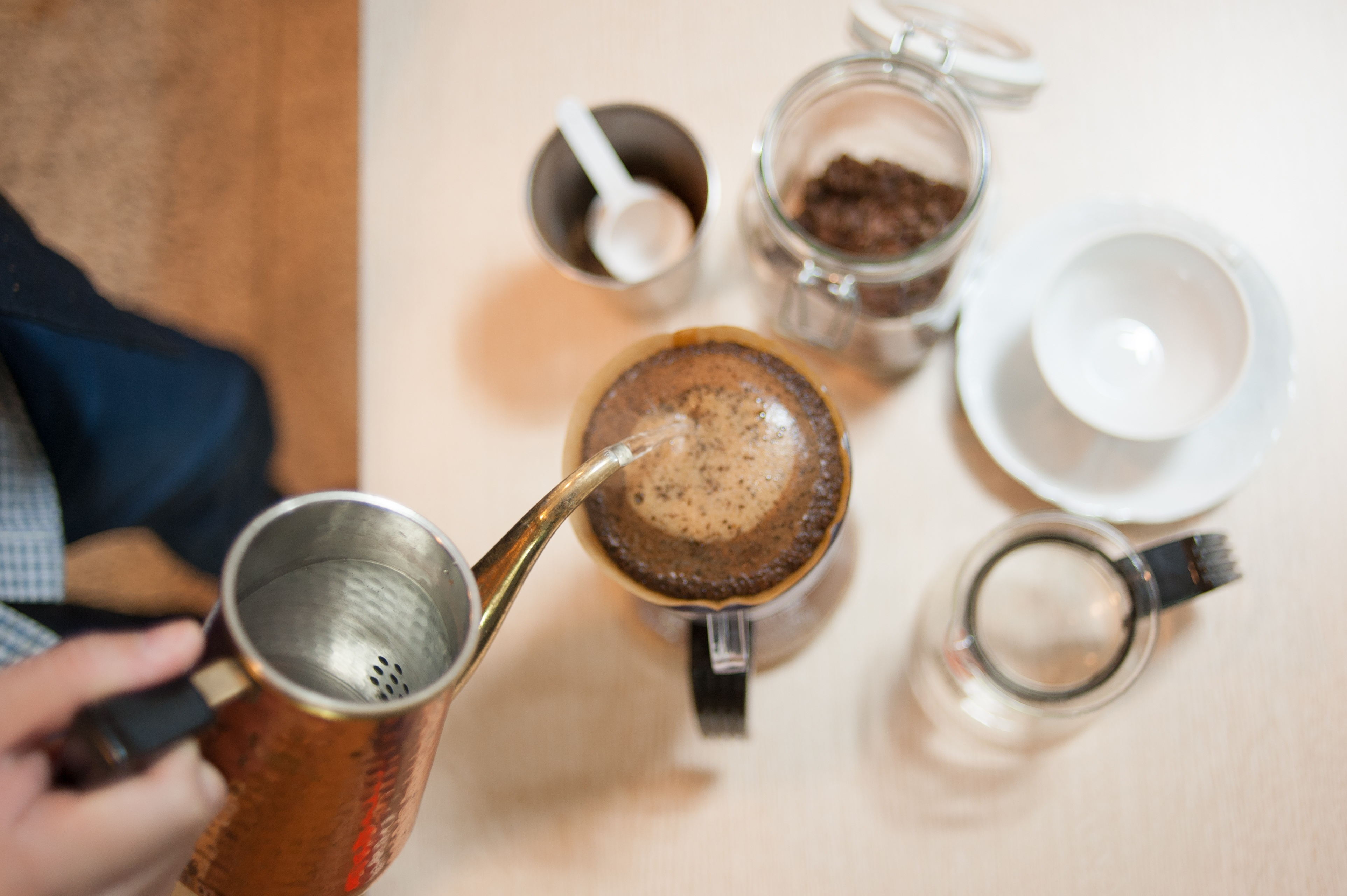
Приготування дрип-кави ручним методом

### Приготування кави вручну
Методи заливки — це популярні способи приготування спеціальної кави. Цей метод включає в себе проливання води через шар кави в конічній камері з фільтром, яка зазвичай складається з фільтра та відповідного тримача фільтра. Фільтрувати можна папером, тканиною, пластиком, керамікою або металом. Якість отриманої кави надзвичайно залежить від техніки користувача, причому заварювання заливкою є популярним методом, який використовується на World Brewers Cup.
Спосіб приготування кави з заливкою зазвичай починається з того, що кавову гущу заливають невеликою кількістю гарячої води та дають їй постояти приблизно півхвилини, перш ніж продовжити наливання. Це попереднє змочування, яке називається розквітом(blooming), призводить до виділення вуглекислого газу у вигляді бульбашок або піни з кавової гущі та покращує смак.
На ринку є кілька пристроїв для ручного крапельного заварювання, які дають більше контролю над параметрами заварювання, ніж автоматичні машини, і які включають запірні клапани та інші інновації, які забезпечують більший контроль над часом замочування та співвідношенням кави та води. Існують також невеликі портативні одноразові крапельні варильники (дріпи), які тримають лише фільтр і лежать на кухлі або чашці, що робить їх особливо популярними серед тих, хто відпочиває на природі та туристів. Гаряча вода наливається і капає прямо в чашку.
Існують різні форми та розміри фільтрів, найвідоміші (паперові) системи фільтрів для кави, представлені Melitta (1908, 1932, 1936, 1965), Chemex (1941) і Hario (2004).